# Johan Abraham Aleander

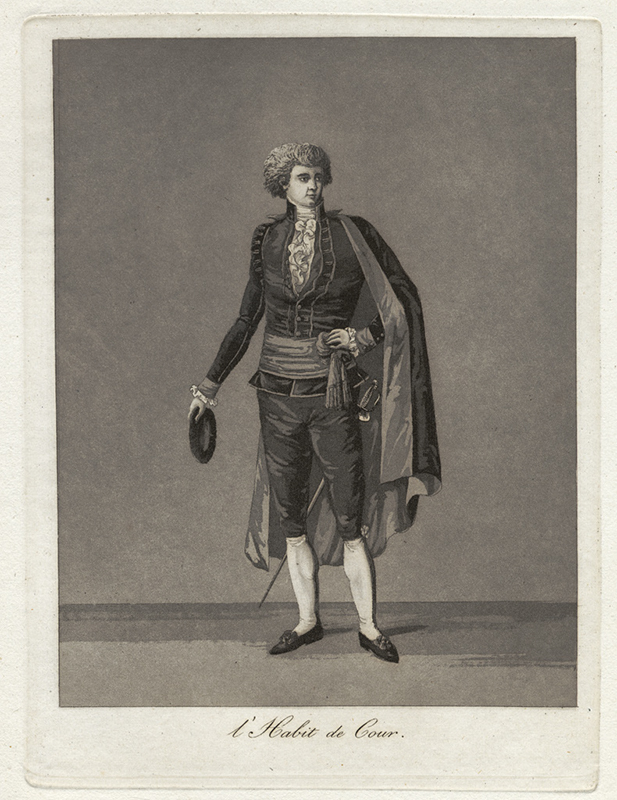
Akvatint av J. A. Aleander föreställande den nationella dräkten, ur Nordiska museets arkiv.

Johan Abraham Aleander, född 10 december 1766, död 15 maj 1853, var en svensk tecknare.
Aleanders far var stadstjänare i Nora. Aleander gick först i snörmakerilära. Han var därefter elev vid konstakademins läroverk 1784-1793, och erhöll där sex medaljer, varibland stora medaljen 1791 och 1793. Aleander var vice amanuens och extra lärare vid konstakademins läroverk 1801-1843, dessinatör vid vetenskapsakademin 1795-1829 och konduktör vid kungliga museet 1807-1853. Han var från 1803 agré vid konstakademin.
Aleander kom särskilt att användas som modelltecknare för de svenska arméuniformerna under första hälften av 1800-talet, och utförde även grafiska plåtar för tryck av samma uniformsbilder. Därutöver verkade han som landskaps- och ornamentstecknare. Aleander verkade även som blomstertecknare och graverade bland annat den blomstersamling som utgavs efter teckningar av Per Gerhard Gahm. 1807 utgav Aleander en serie grafiska blad över folkdräkter. Som porträttgravör är han känd för det porträtt av Carl August Grevesmöhlen efter en miniatyr av Erik Vilhelm Le Moine, vilken gav upphov till Fredric Cederborghs kvicka satir mot Grevesmöhlen, den därpå följande rättegången och skriften Rättwisan i skönhets-twisten emellan herr öfwer-direktören C. A. Grevesmöhlen och hans porträt. Aleander finns representerad vid bland annat Uppsala universitetsbibliotek och Nationalmuseum.